# 2002年東ティモール大統領選挙
2002年東ティモール大統領選挙（2002ねんひがしティモールだいとうりょうせんきょ、ポルトガル語: Eleição presidencial em Timor-Leste de 2002）は、2002年4月14日に実施された東ティモールの大統領選挙である。
2002年5月20日にインドネシアから独立時における最初の大統領となった。

## 概要
国連東ティモール暫定統治機構（UNTAET）の元で行われた選挙で、東ティモール独立運動の指導者であるシャナナ・グスマンとフランシスコ・シャビエル・ド・アマラルの二人が立候補した。国民融和に対する立場の違いから議会の最大勢力である東ティモール独立革命戦線（以下、フレティリン）と対立していたグスマンはフレティリンからの推薦を受けず、9つの少数政党からの支援を受けた。選挙の結果、独立運動指導者としての圧倒的な支持を受けたグスマンが8割以上の支持を得て当選を果たした。

## 選挙結果
| 候補者                                                     | 候補者                                 | 所属政党                     | 得票数  | 得票率 |
|                                                            | シャナナ・グスマン                     | 無所属                       | 301,634 | 82.69% |
|                                                            | フランシスコ・シャビエル・ド・アマラル | 東ティモール独立革命戦線     | 63,146  | 17.31% |
| 有効票数（有効票率）                                       | 有効票数（有効票率）                   | 有効票数（有効票率）         | 364,780 | 96.36% |
| 無効・白票数（無効・白票率）                               | 無効・白票数（無効・白票率）           | 無効・白票数（無効・白票率） | 13,768  | 3.64%  |
| 投票総数（投票率）                                         | 投票総数（投票率）                     | 投票総数（投票率）           | 378,548 | 86.18% |
| 有権者数                                                   | 有権者数                               | 有権者数                     | 439,254 | 100.0% |
| 出典：PRESIDENTIAL ELECTION RESULT 2002 NATIONAL LEVEL.CNE |                                        |                              |         |        |